# 宝兴翠雀花
宝兴翠雀花（学名：Delphinium smithianum）为毛茛科翠雀属的植物，为中国的特有植物。分布于中国大陆的云南、四川等地，生长于海拔3,500米至4,600米的地区，多生长于山地多石砾山坡，目前尚未由人工引种栽培。